# 細谷火工
細谷火工株式会社（ほそやかこう、英文社名:HOSOYA PYRO-ENGINEERING Co.,Ltd.）は、日本の化学メーカーである。主に火工品の製造・試験・燃焼処分を行っている。

## 概要
本社工場（菅生工場）と草花工場の2つの工場を有し、レジャー製品から宇宙産業まで幅広い火工品の開発・研究や各種試験・評価を行っている。東京都で唯一の火薬類の廃薬処理場を有し、処理業務も行っている。民間企業のみならず防衛省や自衛隊向けの火工品も取り扱う。

## 沿革
- 1906年（明治39年）年6月7日 - 細谷喜一（細谷家五代目）が『藤棚 細谷煙火店』を設立。打揚花火製造をはじめる[4]。
- 1924年（大正13年）- 両国川開き花火大会（現・隅田川花火大会）に参加[4]。
- 1928年（昭和3年）- 両国川開き花火の製造を「鍵屋」より委託[4]。
- 1929年（昭和4年）- 草花工場新設[4]。
- 1931年（昭和6年）- 落下傘花火発明[4]。
- 1934年（昭和9年）- クリスマスクラッカー発明[4]。
- 1940年（昭和15年）- 先代喜一翁逝去（享年60歳）により、細谷政夫が29歳で事業を継承[4]。
- 1945年（昭和20年）- 終戦。ポツダム命令により、工場閉鎖、マッチ製造、建材を製造販売[4]。
- 1949年（昭和24年）- 戦後、火薬類の製造が禁止されていたが、GHQ経済科学局より産業用火工品害鳥獣威嚇用爆音器の許可。細谷煙火工業株式会社に社名変更（資本金100万円）[4]。
- 1951年（昭和26年）- 細谷煙火工業を発展的に解散し、ホソヤ煙火化学工業株式会社を設立（資本金400万円）[4]。
- 1952年（昭和27年）- 警察予備隊総監部へ火工品納入開始[4]。
- 1954年（昭和29年）- 細谷火工株式会社に社名変更（資本金542.5万円）[4]。
- 1961年（昭和36年）- 菅生工場起工[4]。
- 1963年（昭和38年）- 増資（資本金5040万円）[4]。日本証券業協会の店頭登録銘柄（現・JASDAQ）に登録[4]。
- 1975年（昭和50年）- 増資（資本金20160万円）[4]。
- 1978年（昭和53年）- 菅生工場造成工事完成[4]。
- 1990年（平成2年）- 煙火（花火）製造販売部門を、同年2月に設立した株式会社ホソヤエンタープライズへ移譲開始（隅田川、東京湾、西武園、豊島園の花火は細谷火工が実施）[4]。翌年までに全ての煙火製造販売事業を移譲完了[4]。
- 1994年（平成6年）- 本社をあきる野市菅生に移転（草花本社跡地を「スーパーいなげや」に賃貸）[4]。
- 2001年（平成13年）- ISO9001認証取得（本社・菅生工場、東京営業所。認証範囲：火工品の設計・開発及び製造（安全性評価試験を含む））[4]。
- 2003年（平成15年）- 使用済核燃料再処理剤（HAN）量産開始、日本原燃六ヶ所村事業所へ納入[4]。
- 2007年（平成19年）- 草花工場に硝酸ヒドロキシルアミン・硝酸ヒドラジン （危険物5類）の製造施設完成[4]。